# 786 Bredichina
786 Bredichina eller 1914 UO är en stor asteroid i huvudbältet, som upptäcktes 20 april 1914 av den tyske astronomen Franz H. Kaiser i Heidelberg. Den är uppkallade efter den ryske astronomen Fjodor Bredichin.
Asteroiden har en diameter på ungefär 108 kilometer.